# Killingworth (Stany Zjednoczone)
Killingworth – miasto w Stanach Zjednoczonych, w stanie Connecticut, w hrabstwie Middlesex.